# Metaleurodicus bahiensis
Metaleurodicus bahiensis là một loài côn trùng cánh nửa trong họ Aleyrodidae, phân họ Aleurodicinae.
Metaleurodicus bahiensis được Hempel miêu tả khoa học đầu tiên năm 1922.